# 데이비드 핀처
데이비드 앤드루 리오 핀처(영어: David Andrew Leo Fincher, 1962년 8월 28일 ~ )는 미국의 영화 감독, 영화 제작자이다. 그는 《벤자민 버튼의 시간은 거꾸로 간다》와 《소셜 네트워크》로 두 차례의 아카데미 감독상 후보에 올랐다. 《소셜 네트워크》로, 그는 골든 글로브상 감독상과 영국 아카데미상 감독상을 수상하였다.

## 생애
1962년 콜로라도주 덴버에서 태어났고 캘리포니아주 머린 카운티에서 자랐다. 18살이 되었을 때 존 코티(John Korty) 감독 밑에서 일하며 영화계에 발을 들여 놓았다. 이후 1981년부터 1983년까지 조지 루커스의 특수효과 회사인 ILM에서 근무하며 《스타 워즈 에피소드 6: 제다이의 귀환》, 《인디아나 존스: 미궁의 사원》의 제작에 스태프로 참여했다.
1984년에 ILM을 나와 다수의 TV 상업광고(나이키, 코카콜라, 버드와이저, 하이네켄, 펩시, 리바이스, 컨버스, 샤넬)와 여러 가수들의 뮤직비디오(마돈나, 스팅, 롤링스톤즈, 마이클 잭슨, 에어로스미스, 조지 마이클, 이기 팝, 빌리 아이돌)를 연출했다.
광고와 뮤직비디오 연출로 경력을 쌓은 핀처는 서른살이 되던 1992년에 《에일리언 3》로 영화계에 데뷔하여 《세븐》, 《파이트 클럽》, 《벤자민 버튼의 시간은 거꾸로 간다》 그리고 《소셜 네트워크》에 이르기까지 총 8편의 장편 영화를 연출했다. 2008년 제작된 《벤자민 버튼의 시간은 거꾸로 간다》로 2009년 제81회 미국 아카데미 시상식에서 최우수 감독상 후보에 올랐다. 또한 페이스북 창립에 얽힌 이야기를 다룬 영화 《소셜 네트워크》로 2010년 미국 비평가 위원회가 뽑은 올해 최고의 감독에 선정됐다.
최근작은 스티그 라르손의 소설 밀레니엄 시리즈 중 첫 번째 책인 《여자를 증오한 남자들》(영어: The Girl with the Dragon Tattoo)을 각색한 영화로, 2012년 1월 개봉되었다.

## 작품 활동

#### 감독
- 에일리언 3 (Alien 3) (1992년)
- 세븐 (Se7en) (1995년)
- 더 게임 (The Game) (1997년)
- 파이트 클럽 (Fight Club) (1999년)
- 패닉 룸 (Panic Room) (2002년)
- 조디악 (Zodiac) (2007년)
- 벤자민 버튼의 시간은 거꾸로 간다 (The Curious Case of Benjamin Button) (2008년)
- 소셜 네트워크 (The Social Network) (2010년)
- 밀레니엄: 여자를 증오한 남자들 (Millenium - The Girl with the Dragon Tattoo) (2011년)
- 나를 찾아줘 (Gone GIrl) (2014년)
- 맹크 (Mank) (2020년)
- 더 킬러 (The Killer) (2023)

#### 제작
- 《팔로우》 (The Follow) (2001년)
- 러브 & 트러블(2006년)
- 하우스 오브 카드(2013-현재)
- 마인드 헌터 (넷플릭스 오리지널) (2017-2019)

#### 각본
- BMW 단편 프로젝트 《비트 더 데블》 (Beat the Devil') (2002년)

## 개인사
핀처는 모델 겸 사진가인 도냐 피오렌티노와 1990년에 결혼했고 1995년에 이혼했다. 그들 사이에는 딸이 한 명 있으며, 피오렌티노는 게리 올드먼과 재혼했다.

## 수상
- 1996년 제5회 MTV영화제 최고의 영화상 (세븐)
- 2004년 제56회 미국 감독 조합상 감독상(광고부문)
- 2008년 제43회 전미 비평가 협회상 감독상 (벤자민 버튼의 시간은 거꾸로 간다)
- 2009년 제35회 새턴 어워즈 최우수 판타지영화상 (벤자민 버튼의 시간은 거꾸로 간다)
- 2009년 제29회 런던 비평가 협회상 감독상 (벤자민 버튼의 시간은 거꾸로 간다)
- 2010년 제23회 시카고 비평가 협회상 감독상 (소셜 네트워크)
- 2010년 제23회 시카고 비평가 협회상 작품상 (소셜 네트워크)
- 2010년 제75회 뉴욕 비평가 협회상 감독상 (소셜 네트워크)
- 2010년 제36회 LA비평가협회상 감독상 (소셜 네트워크)
- 2010년 제36회 LA비평가협회상 작품상 (소셜 네트워크)
- 2011년 전미 비평가 위원회(NBR) 감독상 (소셜 네트워크)
- 2011년 제45회 전미 비평가 협회상 감독상 (소셜 네트워크)
- 2011년 제68회 골든글로브시상식 감독상 (소셜 네트워크)
- 2011년 제68회 골든글로브시상식 드라마부문 작품상 (소셜 네트워크)
- 2011년 제31회 런던 비평가 협회상 감독상 (소셜 네트워크)
- 2011년 제16회 크리틱스초이스 감독상 (소셜 네트워크)
- 2011년 제16회 크리틱스초이스 외국어영화상 (밀레니엄: 여자를 증오한 남자들)
- 2011년 제16회 크리틱스초이스 작품상 (소셜 네트워크)
- 2011년 제64회 영국아카데미시상식 감독상 (소셜 네트워크)
- 2011년 제36회 세자르영화제 외국어 영화상 (소셜 네트워크)
- 2012년 제38회 새턴 어워즈 최우수 호러,스릴러상 (밀레니엄: 여자를 증오한 남자들)
- 2013년 제65회 에미상 드라마부문 감독상 (하우스 오브 카드)
- 2015년 제41회 새턴 어워즈 최우수 스릴러상 (나를 찾아줘)